# Micaela Cocks
Micaela Claire Cocks (North Shore, 2 maggio 1986) è una cestista neozelandese.

## Carriera
Con la Nuova Zelanda ha disputato i Giochi olimpici di Pechino 2008, quattro edizioni dei Campionati oceaniani (2007, 2011, 2013, 2015) e due dei Campionati asiatici (2017, 2019).